# Álvaro Silva (Leichtathlet)
Álvaro Manuel Santos Rosa Silva (* 21. April 1965 in Lissabon; † 29. April 2025) war ein portugiesischer Leichtathlet. Er nahm für sein Land an den Olympischen Spielen 1988 und 1992 teil.

## Sportliche Erfolge
Bei den Europameisterschaften 1986 in Stuttgart lief Silva im Vorlauf über 800 Meter in 1:46,74 Minuten portugiesischen Landesrekord. Im anschließenden Halbfinallauf schied er als Sechster in 1:47,69 Minuten aus.
Zwei Jahre später erreichte er bei den Olympischen Spielen 1988 in Seoul erneut das Halbfinale über 800 Meter. Silva verpasste das Finale als Fünfter seines Laufs nur um acht Hundertstelsekunden. Mit der portugiesischen 4 × 400-m-Staffel stieß er ebenfalls bis ins Halbfinale vor.
Bei den Olympischen Spielen 1992 scheiterte er mit der 4 × 400-m-Staffel bereits im Vorlauf.